# 佐久廣瀨站
佐久廣瀨站（日语：／ Saku-Hirose eki */?）是位於長野縣南佐久郡南牧村，屬於東日本旅客鐵道（JR東日本）的小海線車站。
關於本的站海拔高度，公益財團法人國土地理協會的文獻中指出是1,082米，信濃毎日新聞社的文獻中指出是1073.5米，週刊朝日百科的文獻中指出是1,074米。以1,082米計算，此站為JR所有車站中海拔第5高的車站。

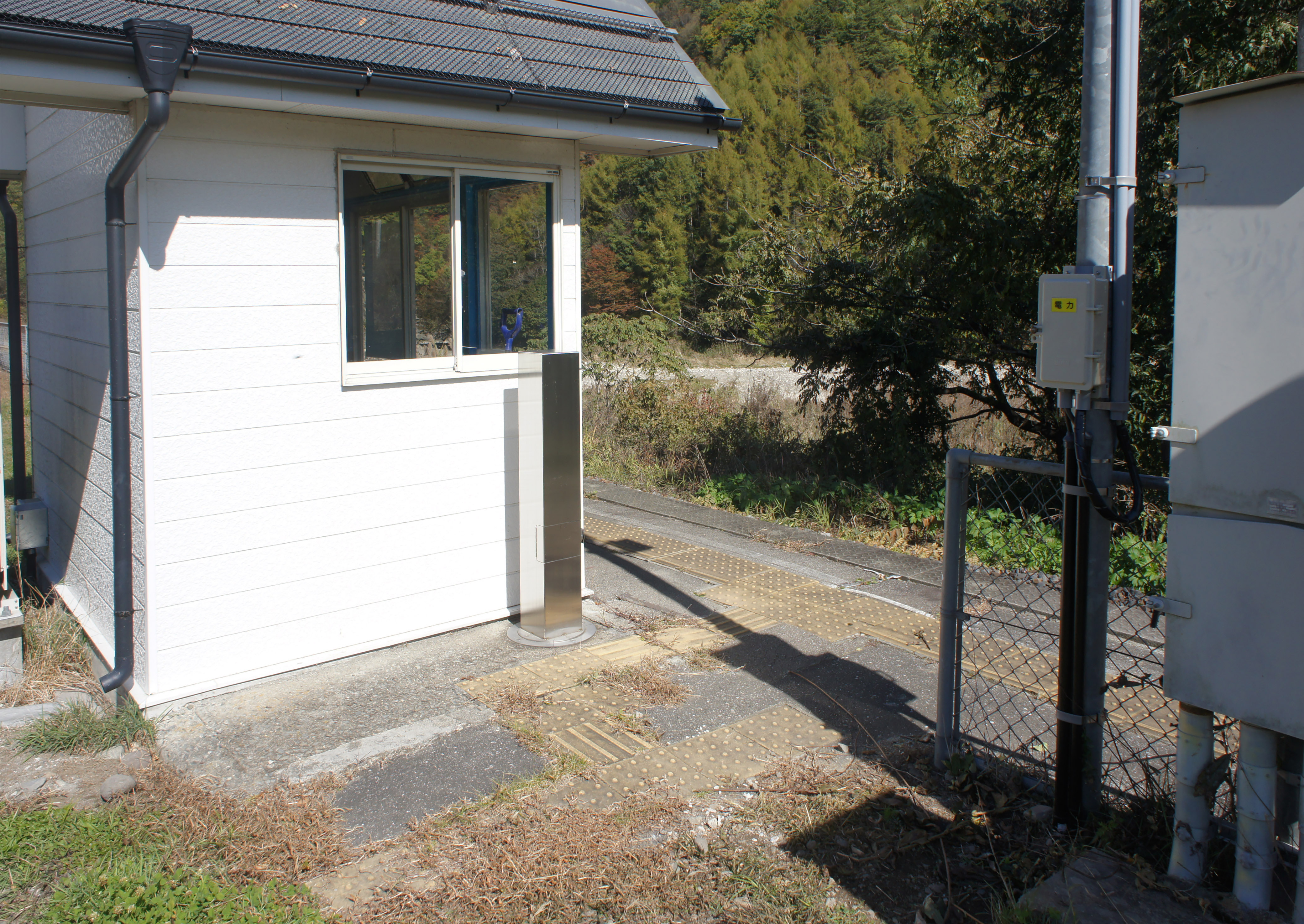
車站入口（2021年10月）

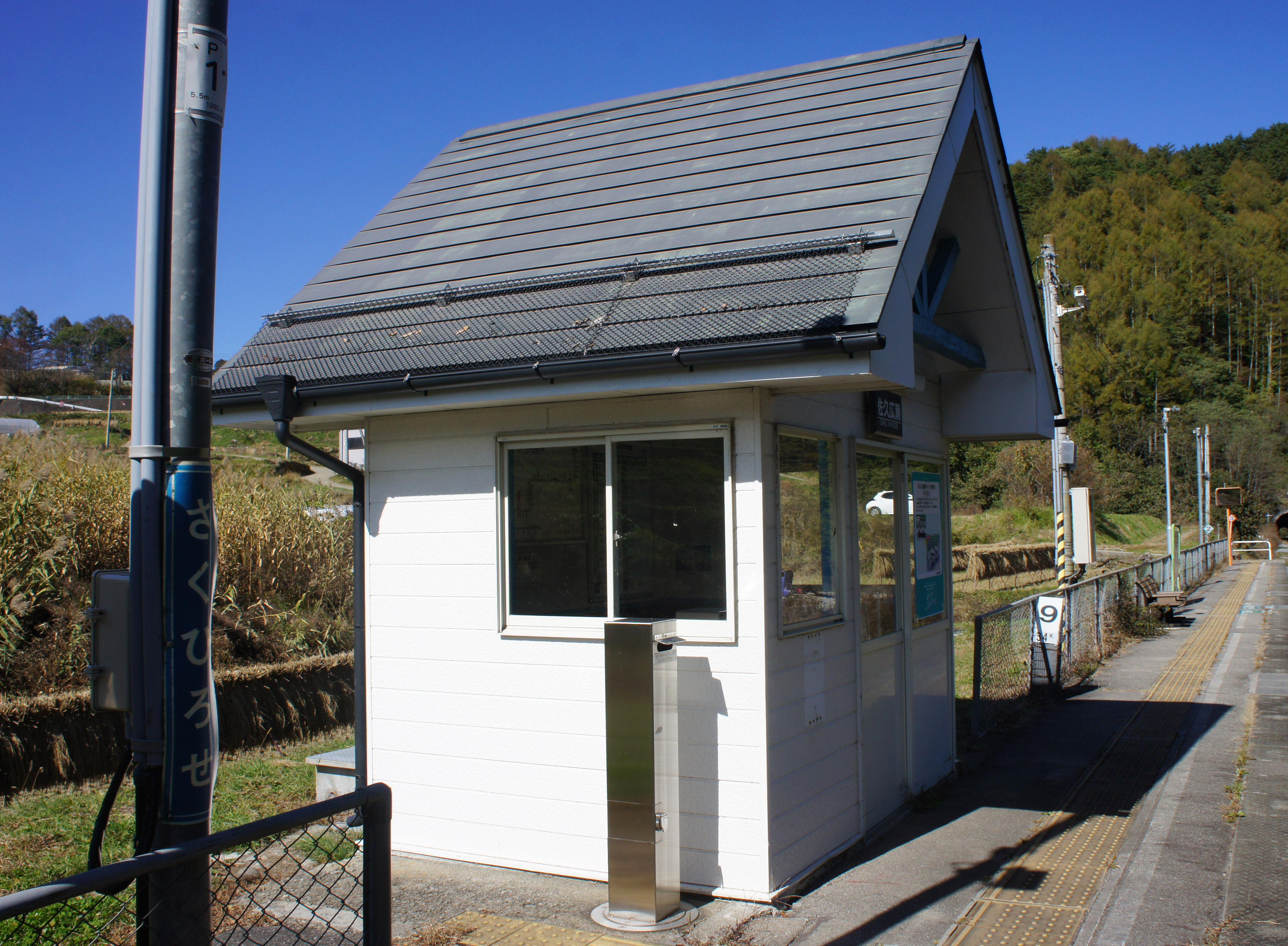
候車室（2021年10月）

## 歷史
- 1935年（昭和10年）
  - 1月16日：國鐵小海北線佐久海之口站至信濃川上站之間開通[1][4]。為旅客車站[3]。
  - 11月29日：隨著清里站至信濃川上站之間開通，小海北線和小海南線合併成為小海線。
- 1987年（昭和62年）4月1日：伴隨國鐵分割民營化，車站由東日本旅客鐵道（JR東日本）營運[5]。

## 車站構造
本站是地面車站與無人車站，設有1面1線單式月台。月台上則設有候車室。

## 使用狀況
根據「長野縣統計書」，以下為1日平均乘車人次：
- 2007年度 - 59人[1]
- 2009年度 - 35人[1]
- 2010年度 - 36人
- 2011年度 - 30人

## 車站周邊
車站周邊較少住宅。此站距離村落較遠。
- 千曲川[1]

## 相鄰車站
東日本旅客鐵道（JR東日本）
■小海線
信濃川上－佐久廣瀨－佐久海之口

## 注腳

### 使用狀況
1. 1 2 3 4 5 6 7 8 9 10 11 12 13  信濃毎日新聞社出版部. . 信濃毎日新聞社. 2011-07-24: 156. ISBN 9784784071647 （日语）.
2. 1 2  緯度経度付き全国沿線・駅データベース （页面存档备份，存于）（日語） - 公益財團法人國土地理協會，2015年8月6日參閲。
3. 1 2 3 4 5  . 週刊朝日百科. 12号 大宮駅・野辺山駅・川原湯温泉駅ほか92駅. 朝日新聞出版. 2012-10-28: 25 （日语）.
4. ↑  「鉄道省告示第2号」『官報』1935年01月09日（國立國會圖書館數碼化收藏）
5. ↑  曾根悟（日语：曽根悟）（監修）. 朝日新聞出版分冊百科編集部（編集） , 编. . 週刊朝日百科. 3号 飯田線・身延線・小海線. 朝日新聞出版. 2009-07-26: 27 （日语）.

## 外部連結
- 車站資訊（佐久廣瀨）：東日本旅客鐵道（日語）